# 小砭河乡
小砭河乡是中国陕西省汉中市勉县下辖的一个乡。

## 行政区划
小砭河乡下辖以下行政区：
小砭河村、固益沟村、联欢村、马黄岭村、东沟村、二里坝村、长坝村、大营村